# آشپزی گرجی
آشپزی گرجی (به انگلیسی: Georgian cuisine) (گرجی: ქართული სამზარეულო) روش‌ها، شیوه و سنت‌های پخت و پز گرجستان است. آشپزی گرجی دارای شباهت‌هایی با آشپزی قفقاز است. هر منطقه از گرجستان، سبک متمایزی در پخت و پز غذای خود را دارد. خوردن و آشامیدن بخش مهمی از فرهنگ گرجی است.

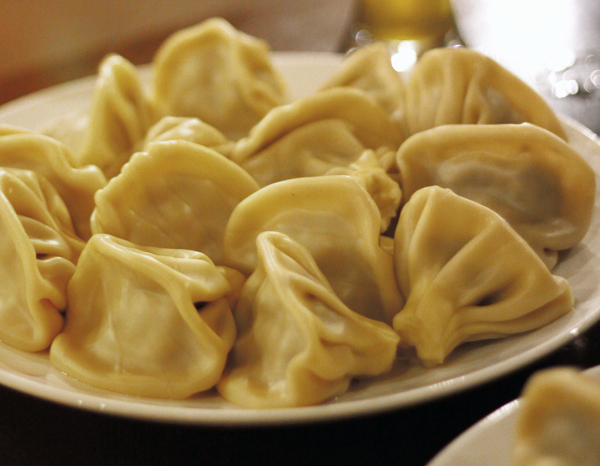
غذای گرجی، خینکالی

گرجستان یکی از کشورهایی بود که در مسیر جاده ابریشم قرار داشت که منجر به تأثیر گذاری مسافران بر آشپزی گرجی گردید. یکی از دلایلی که سوپرا (سفره) در گرجستان خیلی اهمیت دارد، عشق گرجی به خانواده و دوستانش است. سوپرا بی مقدمه به اقوام، دوستان و مهمان‌ها پیشنهاد می‌شود. هر سوپرا یک تامادا (سورچرخان) دارد که از مهمان‌ها پذیرایی می‌کند.

## آشپزی سنتی مناطق

### آبخاز
آشپزی منطقه آبخاز از ادویه و گردو به مقدار زیادی استفاده می‌کند.

### آجارا
آشپزی آجارستان یک آشپزی بسیار متنوع مطرح شده است، که متأثر از مکان جغرافیایی (ساحلی، کوهستانی) و تاریخی خود، بوده است.

### گوریا
آشپزی گوریا متکی بر استفاده بیشتر از مرغان خانگی (به خصوص گوشت مرغ)، نان ذرت (مچادی) و گردو، شبیه آشپزی ایمرتی است.

### ایمرتی
آشپزی ایمرتی رابطه بسیار نزدیکی با آشپزی منطقه مجاور، گوریا دارد و به خاطر استفاده زیاد از گردو در آشپزی، معروف است.

### کاختی
آشپزی کاختی بیشتر به خاطر غذاهای مبتنی بر گوشت مطرح است، خود منطقه به «ناحیه شراب» نامیده می‌شود. این منطقه هم چنین به عنوان زادگاه نوعی نان گرجی، به نام تونیس پوری، شناخته می‌شود.

### کارتلی
کارتلی به عنوان منطقه ای بسیار حاصلخیز در گروه میوه‌ها (به‌ویژه سیب، زرد آلو، انجیر و هلو) و سبزیجات و صیفی جات (به‌ویژه خیار، گوجه فرنگی و پیاز) شناخته شده است.

### لازتی
هرچند بیشتر منطقه تاریخی لازتی در ترکیه واقع شده است، لازی‌های گرجی، به ویژه در سارپی، هنوز غذاهای سنتی خودشان را با خود همراهی می‌کنند که بعضی از آنها از قرار زیر هستند:
- بورک، نان شیرینی پخته شده که داخلش با پودینگ شیر پر شده است.

### سامگرلو
آشپزی منطقه سامگرلو را می‌توان معروفترین پخت و پز در گرجستان نامید. از ادویه و گردو به مقدار زیاد در غذا استفاده می‌کنند.

### متیانتی، خِوی، خِوسورتی، پشاوی و توشتی
آشپزی این مناطق به علت تشابه زیاد به همدیگر، به عنوان یک الگو در نظر گرفته می‌شوند.

### راچا-لخچومی
آشپزی راچا و لخچومی در بیشتر انواع غذاها با هم مشترک هستند و اغلب در یک دسته آشپزی گروه‌بندی می‌شوند.

### سامتسخه-جاواخِتی
آشپزی سامتسخه-جاواخِتی، دو آشپزی محلی را شامل می‌شود: مسختی و جاواختی. به علت شباهت‌هایشان، اغلب یک نوع در نظر گرفته می‌شوند. این آشپزی به‌طور قابل توجهی با آشپزی مناطق دیگر گرجستان تفاوت دارد. بخشی از آن به علت استفاده زیاد از گوشت غاز و نفوذ قدیم ترکیه بر منطقه است.

### سوانتی
- سوانتی هم چنین به خاطر تهیه الکل محلی از میوه‌ها همچون آقطی و حتی عسل معروف است.

## پیش غذاها

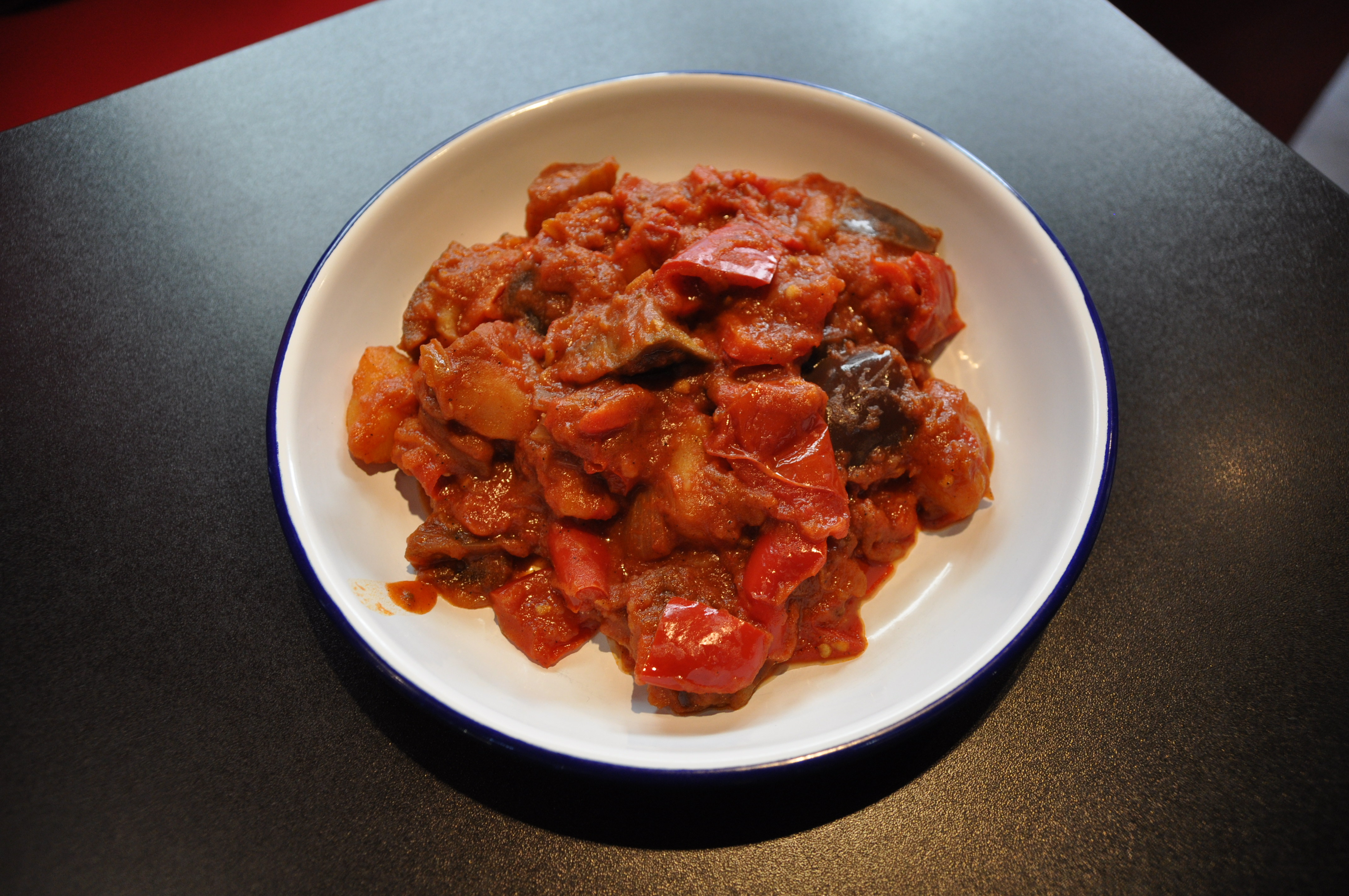
آجاپصندلی

- آچما(აჩმა): غذایی که از لایه‌های پنیر و نان شکل گرفته است. به لازانیا فاقد سس شباهت دارد.
- آجاپسَندَلی(აჯაფსანდალი): یک غذای سنتی گرجی. شامل بادمجان، سیب زمینی، پیاز و ادویه.
- بادریجنیس خیزیلالا (ბადრიჯნის ხიზილალა): بادمجان سرخ شده که به اندازهای کوچک خرد شده است. به نام «خاویار بادمجان».

## نان‌ها
نانهای سنتی گرجی متنوع هستند. نانهای گرجی به‌طور معمول در یک فر خوش فرم، گرد و بزرگ، که تونه نامیده می‌شود، پخته می‌شوند.

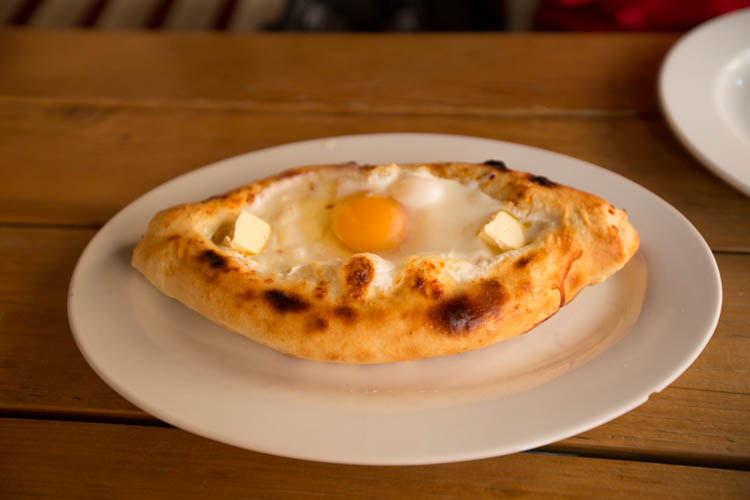
خاچاپوری

### خاچاپوری
خاچاپوری که همچنین هاچاپوری هم خوانده می‌شود، یک غذای سنتی گرجی از پنیر (تازه یا کهنه، بیشتر مواقع سولگونی)، تخم مرغ و ترکیبات دیگر است.
چندین نوع متمایز خاچاپوری در غذای گرجی مناطق مختلف گرجستان وجود داد:
- آچما(აჩმა)، از آبخازی، که چند لایه است و به نظر بیشتر شبیه لازانیایی فاقد سس است.
- آجارستان (آجارولی / (აჭარული) خاچاپوری، در این نوع خمیر به شکل قایق روباز تشکیل می‌شود و یک پای داغی است که روی آن یک تخم مرغ خام و تکه مناسبی کره قبل از مصرف قرار می‌گیرد.
- گوریا خاچاپوری، درونش تخم مرغ آب‌پز شده دارد و شبیه یک کالزونه است. به احتمال قریب به یقین، نوعی از خاچاپوری نیست. گوریایی‌ها هنگام کریسمس آن را درست می‌کنند و از آن به، پای کریسمس نام می‌برند. در بقیه مناطق گرجستان به آن، پای گوریا می‌گویند.
- ایمرتی (ایمرولی / (იმერული) خاچاپوری، که به شکل گرد بوده و شاید بتوان آن را رایج‌ترین خاچاپوری نامید که مورد مصرف قرار می‌گیرد.[۲]

## پنیرها

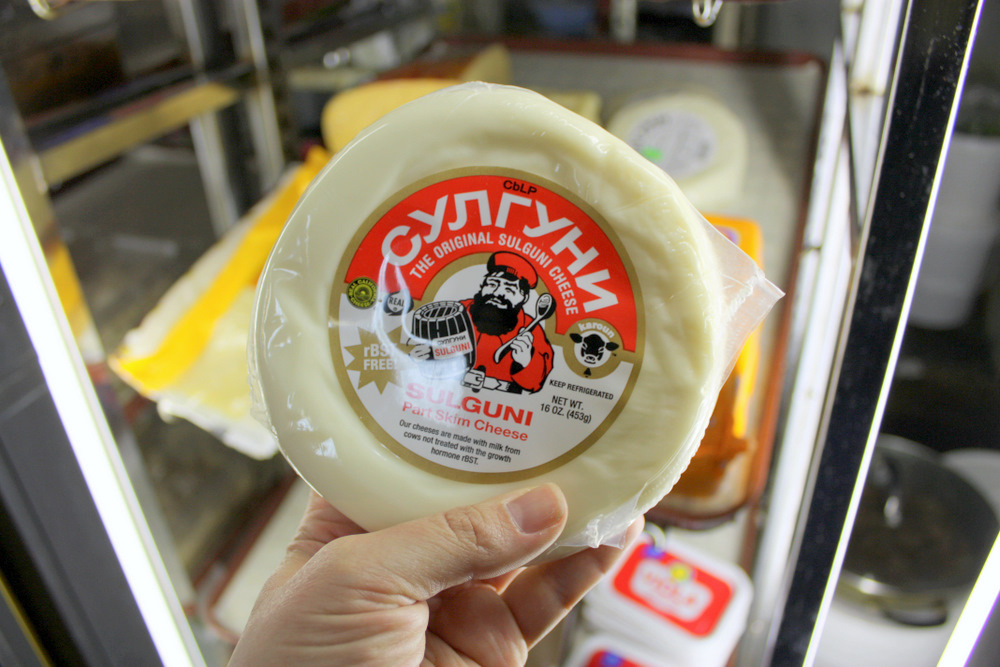
پنیر سولگونی

- چُگی (ჩოგი): پنیری که از شیر گوسفند در توشتی درست می‌شود.
- چقینتی: پنیری شور و آبدار که در اصل در ایمرتی درست می‌شود.
- سولگونی (სულგუნი): یکی از معروفترین پنیرهای گرجستان است که به سامگرلو تعلق دارد. از شیر گاو یا گاومیش تهیه می‌شود. به غیر از سامگرلو، در سوانتی هم درست می‌شود.

## سالادها
- کیتری پومیدوریس سالاتا (კიტრი პომიდვრის სალათა): سالاد گوجه و خیار به همراه گیاهان گرجی، سرسبز و تازه و روغن کاختی. گاهی با سس گردو هم مصرف می‌شود.
- ایسپناخیس سالاتا (ისპანახის სალათა): سالاد اسفناج
- پخالی (ფხალი): سبزیجات خرد شده به صورت توپی شکل. بیشتر مواقع از اسفناج، کلم و لوبیا درست می‌شود و دانه‌های انار، لایه بیرونی آن را می‌پوشاند.
- ساگازاپ خولُ سالاتا(საგაზაფხულო სალათა): سالادی که در فصل بهار درست می‌شود. دستورالعمل خیلی مشخصی برای تهیهٔ آن وجود ندارد ولی به‌طور عمده از مواد اولیه تازه و تخم‌مرغ آب‌پز درست می‌شود.
- ساتاس اوریس سالاتا (სატაცურის სალათა): سالادی که از مارچوبه درست می‌شود.
- چارخ لیس سالاتا (ჭარხლის სალათა): سالادی که از چغندر درست می‌شود.

## سوپ و خورش

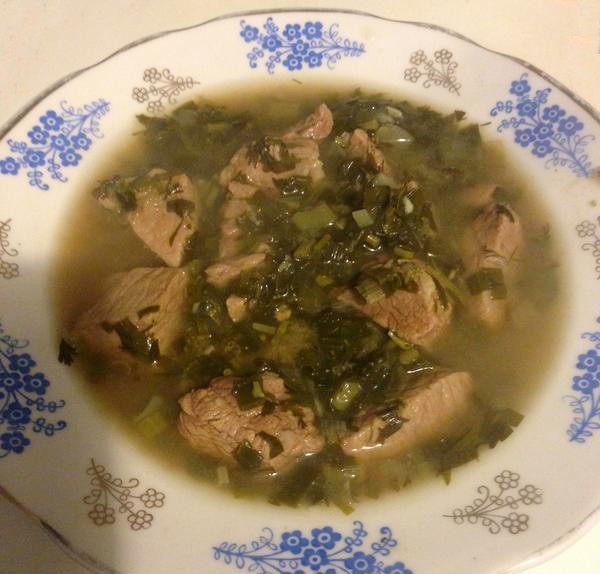
چاکاپولی

- بزباشی (ბოზბაში): سوپی که از گوشت گوسفند، نخود و شاه بلوط درست می‌شود، بیشتر در کاختی مصرف می‌شود.
- چاکاپولی (ჩაქაფული): خورشی که از گوشت بره یا گاو (یا گوساله)، ترخون و آلوچه در شرق گرجستان (کاختی و کارتلی) درست می‌شود.
- چاخوخبیلی (ჩახოხბილი): سوپی که از گوجه فرنگی و گوشت مرغان خانگی (بیشتر مواقع گوشت مرغ و گوشت بوقلمون) تهیه می‌شود، پیدایشگاه این سوپ در غرب گرجستان است.
- چیخیرتما (ჩიხირთმა): سوپی که از گوشت مرغ یا بوقلمون و تخم مرغ تهیه می‌شود که به‌طور سنتی در کاختی درست می‌شود.
- کارچُ (ხარჩო): سوپی که از گوشت گاو، برنج، آلوچه و گردو سامگرلو درست می‌شود.
- خارشیل (ხარშილ): سوپی که از اسفناج در سوانتی درست می‌شود.
- خاشی (ხაში): اندام گاو یا گوسفند که در عصاره خودشان پخته می‌شود. بیشتر در مناطق شرقی، به ویژه کاختی درست می‌شود.
- لوبیو (ლობიო): خورشتی که به‌طور عمده از لوبیا درست می‌شود. در مناطق غربی گرجستان محبوب است.
- ماتس ونیس سوپی (მაწვნის სუპი): سوپی که به‌طور عمده از ماتس اونی درست می‌شود.
- پوریس کارچُ (პურის ხარჩო): سوپی که از نان درست می‌شود، سرچشمه آن در کارتلی است.
- شِچامَندی (შეჭამანდი): دسته‌های مختلفی سوپ که توسط تعدادی مواد غذایی درست می‌شود، به‌طور عمده در کارتلی تهیه می‌شوند. این سوپ‌ها می‌توانند از مواد غذایی اسفناج، پنیرک، سیر، زغال‌اخته، دانه‌ها، ترشک درشت، خلر صورتی و مواد غذایی دیگری درست شوند.

## ماهی
اگر چه غذاهای گرجی ارتباط زیادی با ماهی ندارند، هنوز هم بعضی از غذاها که به‌طور عمده از قزل‌آلا، گربه‌ماهی‌سانان و کپور تهیه می‌شوند، وجود دارند:
- کلماخی تَرخونیت (კალმახი ტარხუნით): قزل آلای سرخ شده با ترخون.
- کلماخیس کوبدَری (კალმახის კუბდარი): کوبدری که با گوشت قزل‌آلا خرد شده، پیاز، گشنیز و آجیکا پر شده است.
- کاپچونی مخودی (ქაფჩონი მჭკუდი): نان ذرت با ماهی آنچوی که توسط لازها در آجارستان تهیه می‌شود.
- کِپالی (კეფალი): کفال راه‌راه سرخ شده.
- کیبُ کیندزیت (კიბო ქინძით): شاه میگو پخته شده همراه با گشنیز.
- کیبُ مُخارشولی (მოხარშული კიბო): شاه میگوی آب‌پز.
- کیبُ تتری غوینیت (კიბო თეთრი ღვინით): شاه میگوی پخته شده در شراب سفید.

## گوشت
محبوبترین غذاهای گوشتی گرجستان شامل:
- آبگوشت بزباش، آبگوشتی از گوشت بره با نخود، شاه‌بلوط و گوجه فرنگی.
- خاش (ხაში): اجزای مختلف گاو و گوسفند که درون عصاره خودشان، پخته می‌شود.
- خینکالی (ხინკალი): خمیرهایی که با گوشت گاو، خوک یا بره (در منطقهٔ مسختی با گوشت غاز پر می‌شوند) به همراه گیاهان شرق گرجستان پر شده‌اند.
- کبابی (ქაბაბი): گوشتی که بر روی آتش کباب شده است و به همراه دانه‌های انار ارائه می‌شود.
- چاناخی (ჩანახი): خورشی که از گوشت بره و گوجه‌فرنگی تهیه شده است.
- کوپاتی (კუპატი): سوسیس سرخ‌شده‌ای که از خوک تهیه شده است.
- ساتسیوی (საცივი): گوشت ماکیان که در سس گردو آمیخته شده است.

## سس و ادویه
سس و ادویه‌های رایج در غذاهای گرجی عبارت هستند از:
- آجیکا، عصاره یا سس ادویه دار که با چاشنی فلفل چیلی تند همراه است.

## غذای گیاهی
- آجاپ صندلی، غذایی که با گیاهانی همانند بادمجان، سیب زمینی، گوجه فرنگی، پیاز و سبزیجات درست می‌شود.

## دسرها
- چورچخلا (ჩურჩხელა)، آب‌نباتی که از مخلوط آب انگور و آرد و گردو تهیه می‌شود. خاستگاه آن در استان کاختی است.
- پلاموشی (ფელამუში)، دسری که از آب انگور و آرد تهیه می‌شود و خوراکی مشابه حلیم‌فرنگی شیرین می‌باشد.